# 小平市コミュニティタクシー
小平市コミュニティタクシー（こだいらしコミュニティタクシー）は、東京都小平市が運行するコミュニティタクシーである。小平市のゆるキャラ「ぶるべー」にちなみ「ぶるべー号」の愛称が付されている。
小平市コミュニティバス「にじバス」は西武バス小平営業所が運行受託しているが、コミュニティタクシーの運行は、市内に本社を置く小平交通有限会社（小平市小川町1丁目312）、トーショー交通株式会社の2社へ委託している。なお、トーショー交通株式会社は東京都東久留米市のデマンド型交通「くるぶー」の運行も受託している。

## 概要

### 運行受託事業者
- 栄町ルート：小平交通有限会社
- 大沼ルート：トーショー交通株式会社
- 鈴木町ルート：トーショー交通株式会社

## 沿革
- 2009年（平成21年）9月14日 - 大沼ルートの試行運行を開始。
- 2011年（平成23年）5月10日 - 栄町ルートの試行運行を開始。
- 2012年（平成24年）栄町ルートのダイヤ改正とルート変更を実施。
- 2014年（平成26年）5月7日 - 大沼ルートのダイヤ改正とルート変更を実施。
- 2015年（平成27年）
  - 3月23日 - 鈴木町ルートの試行運行を開始。
  - 10月2日 - 栄町ルートが累計乗車10万人を達成。
  - 11月2日 - 栄町ルートのダイヤ改正とルート変更を実施、「新堀郵便局東」停留所を新設。
- 2020年（令和2年） 
  - 11月27日 - コミュニティタクシーを考える会3団体が国土交通大臣表彰を受賞[2][3][4]。
  - 12月3日 - 3ルートの累計乗車55万人を突破[5]。

## 運行内容
- 全便平日・月曜〜金曜運行。土・日祝日と年末年始（12月29日〜1月3日）は運休。

### 運賃・乗車券類
- 運賃は大人（中学生以上）150円、こども（小学生）80円で、未就学児は無料である。
- 小平市コミュニティバス（にじバス：西武バス小平営業所が運行受託）と共通使用出来る回数券（大人・こども共に10回分の金額で11回分乗車出来る）・一日乗車券（大人400円・こども200円）が発売されている。
- コミュニティタクシーでは、PASMO・Suica等の交通系ICカードは利用できない。また、東京都シルバーパス、タクシー券の利用もできない。

## 現行路線

### 栄町ルート
- 小川駅入口 → 中宿商店街 → 小川西郵便局 → 野火止通り → 元中宿通り → 小川西町公園 → 小川西町地域センター西 → 小平十三小南 → 十三小通り → 小川三番北 → 栄町記念公園南 → 神明公園北 → 小平神明宮北 → 野火止公園 → けやき通り → 新堀郵便局東 → 東野火止橋 → 神明住宅 → 栄町三丁目 → 十三小通り → 小川西町地域センター西 → 小川西町公園 → 東京都職員住宅 → ほのぼの館前 → 小川ホーム前 → 小川駅入口
野火止公園始終車便あり。
野火止公園止まり最終便を除き、小川駅入口を越えての継続乗車可能。
小川駅入口発9:00から17:30まで、30分間隔の運行。野火止公園始発8:45と小川駅入口発18:00発の野火止公園止まり便を除く。

### 大沼ルート
- 小平駅入口[注釈 1] → 多摩済生病院 → 小平霊園南 → 大沼地域センター公園 → 西武台住宅→東ガス西通り → 小平七小入口→大沼公民館・図書館→多摩の台通り → 六中通り北 → 六中通り → 昭和病院 → 武田歯科前 → 高橋農園 → けやき園前 → 佐々木クリニック前 → 中村園 → 小平七小学校入口 → 大沼公民館・図書館 → 多摩の台通り → いりえクリニック前 → 回田道西 → 小平駅入口
大沼公民館・図書館始車、小平七小入口止まり最終便あり。
小平七小入口止まり最終便を除き、小平駅入口を越えての継続乗車可能。
昭和病院にて8分間の時間調整停車を行なう。
小平駅入口発8:30から17:30まで、30分間隔の運行。大沼公民館・図書館発8:27と小平駅入口発18:00の小平七小止まり便を除く。

### 鈴木町ルート
- 花小金井駅南口 → 鈴木町第3公園 → 小平鈴木二郵便局北 → 小平健成苑 → 三中東 → 三中西 → カーサプラチナ花小金井 → 鈴木街道北 → 摘み取り農園ベンズファーム → 回田けやき公園東 → 氷川通り → 西野整形外科北 → 鈴木街道北 → 天神町第6公園西 → 天神グランド前 → 鈴天通り商店街 → 三中西 → 三中東 → 光ヶ丘通り商店街 → ファミリーマート小平光が丘店 → どうだん公園 → 花小金井駅南口
回田けやき公園東始車、氷川通り止まり最終便あり。
氷川通り止まり最終便を除き、花小金井駅南口を越えての継続乗車可能。
花小金井駅南口発9:00から17:30まで、30分間隔の運行。回田けやき公園東発8:38と花小金井駅南口発18:00の氷川通り止まり便を除く。

## 実証実験運行
各ルートでは試行運行開始前にまず実証実験運行を行い、運行ルートや運行間隔について検討する期間を設けている。
- 大沼ルート：2008年（平成20年）3月24日～2008年（平成20年）9月22日
- 花小金井ルート：2008年（平成20年）10月6日～2009年（平成21年）6月30日
- 栄町ルート：2010年（平成22年）5月10日～2011年（平成23年）5月9日
- 鈴木ルート
  - 第1期：2013年（平成25年）11月25日～2014年（平成26年）3月31日
  - 第2期：2014年（平成26年）4月1日～2014年（平成26年）7月31日
- 花小金井南町ルート：2014年（平成26年）8月1日～2014年（平成26年）11月28日
- 鷹の台駅西側ルート
  - 第1期：2018年（平成30年）7月30日～2019年（平成31年）1月29日
  - 第2期：2020年（令和2年）1月14日～2020年（令和2年）5月8日、2020年（令和2年）10月26日～2021年（令和3年）3月19日
- 上水本町・一橋ルート：2019年（平成31年）3月1日～2019年（令和元年）8月30日

## 車両
- 9人乗りワンボックスカーで運行。定員超過の際は続行便を運行する。
  - トヨタ・ハイエース
  - 日産・NV350キャラバン